# Ангелбахтал
Ангелбахтал (њем. Angelbachtal) општина је у њемачкој савезној држави Баден-Виртемберг. Једно је од 54 општинска средишта округа Рајн-Некар. Према процјени из 2010. у општини је живјело 5.018 становника. Посједује регионалну шифру (AGS) 8226102.

## Географија
Ангелбахтал се налази у савезној држави Баден-Виртемберг у округу Рајн-Некар. Општина се налази на надморској висини од 159 метара. Површина општине износи 17,9 km². У самом мјесту је, према процјени из 2010. године, живјело 5.018 становника. Просјечна густина становништва износи 280 становника/km².